# Ajánlószelvény

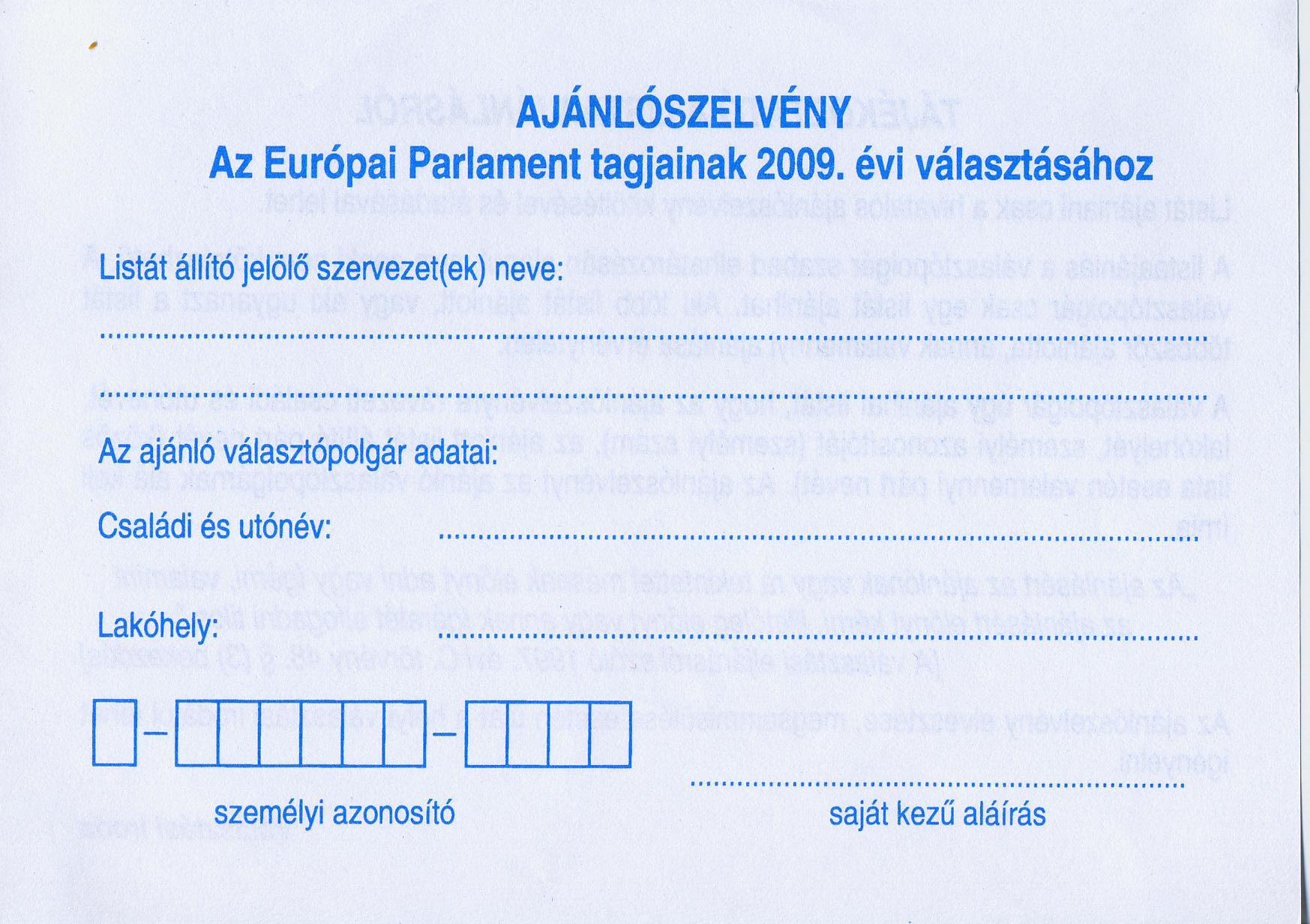
Ajánlószelvény a 2009. évi európai parlamenti választásokhoz

A magyarországi választási rendszerben ajánlószelvényen (a köznyelvben: „kopogtatócédula”) lehetett jelöltet ajánlani:
a) az országgyűlési képviselők választására,
b) az Európai Parlament tagjainak választására,
c) a helyi önkormányzati képviselők és polgármesterek választására,
d) a kisebbségi önkormányzatok tagjainak megválasztására,
e) az országos népszavazásra,
f) a helyi népszavazásra,
g) az országos népi kezdeményezésre,
h) a helyi népi kezdeményezésre, továbbá
i) azokra a választási eljárásokra, amelyekre e törvény alkalmazását törvény elrendeli.
Az ajánlószelvényt az értesítőkkel együtt kellett eljuttatni a választópolgároknak.
A kopogtatócédula intézményét a 2011. évi CCIII. törvény szüntette meg.
Az ajánláshoz szükséges ajánlószelvényeket tartalmazó tömböt a választópolgárok az "Értesítő"-vel együtt kapták meg legkésőbb a szavazás napját megelőző 58. napig. Az ajánlószelvények választípusonként különböző színűek.
A választópolgár az ajánlószelvényt kitölti, saját kezűleg aláírja és átadja az ajánlást gyűjtő személynek. Az ajánlószelvény átadásával az ajánlás megtörténik, a továbbiakban nem vonható vissza.
Ajánlani csak a lakóhely szerinti választókerületben induló jelöltet lehet. Érvénytelen az ajánlás, ha a választópolgár ugyanazt a jelöltet többször ajánlotta. ebben az esetben a választópolgár valamennyi ajánlását figyelmen kívül kell hagyni.
Könnyítést jelent, hogy míg a régi Vjt. értelmében a választópolgár csak egy egyéni választókerületi jelöltet ajánlhatott, addig a Ve. már lehetővé teszi, hogy egy választópolgár több jelöltet is ajánlhasson [Ve. 122. § (3) bekezdés].
A köznyelvben gyakran emlegetik az ajánlószelvényt „kopogtatócédula” néven. Ez az elnevezés eredetileg az értesítőre vonatkozott, arra utalva, hogy a választási szervek ezzel „bekopogtatnak” az állampolgárokhoz, felhívva a figyelmet a közelgő választásra. Az ajánlószelvény szinonimájává amiatt válhatott, hogy azt a jelölő szervezetek aktivistái többnyire házról házra bekopogtatva gyűjtik.

## Az ajánlószelvény kitöltése
- Az Országos Választási Bizottság 7/2002. (II. 7.) OVB állásfoglalása szerint azokat az ajánlószelvényeket is érvényesnek kell elfogadni, amelyeken a jelölt neve nem az anyakönyvben szereplő formában, de egyébként egyértelműen azonosíthatóan (pl. leánykori név, felvett név stb.), illetőleg amelyeken a jelölő szervezet neve a hivatalos megnevezéstől eltérő formában, de egyébként minden kétséget kizáró módon megállapíthatóan (pl. rövid név, betűszavas rövidítés stb.) szerepel. Közös jelölés estén az ajánlószelvénynek a jelöltet állító valamennyi jelölő szervezet nevét tartalmaznia kell, a fentiekben kifejtett értelmezésnek megfelelő formában. Az ajánlószelvényen a jelölő szervezetek sorrendjének nincs jelentősége.
- Az Országos Választási Bizottságnak az ajánlószelvények kitöltése tárgyában hozott 2/1998. (III. 14.) OVB sz. állásfoglalása szerint az ajánlószelvény érvényességének és hitelességének elengedhetetlen feltétele a saját kezű aláírás. A többi adat az ajánló választópolgár által – indokolt esetben jelenlétében és felkérése alapján – más módon pl. gépírással) is rávezethető az ajánlószelvényre. A nevének saját kezű aláírására képtelen (pl. testi fogyatékos, vak, illetve gyengénlátó, írástudatlan) választópolgár az ajánlószelvényt a választási iroda vezetője, tagja, valamint bíróság, közjegyző előtt láthatja el kézjegyével. A választópolgár kézjegyét a választási iroda hivatalos személyként eljáró vezetője vagy tagja, valamint a bíróság, illetőleg a közjegyző hitelesíti. A választópolgárnak az ajánló szelvény kitöltése során kinyilvánított akaratát a legmesszebbmenőkig tiszteletben kell tartani.

## Az ajánlószelvény gyűjtése és kezelése
Ajánlószelvényt az állampolgárok zaklatása nélkül – az alábbi kivételeken túl – bárhol lehet gyűjteni. Nem gyűjthető ajánlószelvény:
1. a munkahelyen munkaidőben vagy munkaviszonyból, illetőleg munkavégzési kötelezettség teljesítése közben;
2. a fegyveres erőknél és a rendvédelmi szerveknél szolgálati viszonyban levő személytől a szolgálati helyen vagy szolgálati feladat teljesítése közben;
3. tömegközlekedési eszközön;
4. állami és helyi önkormányzati szervek hivatali helyiségében.

Az ajánlásért az ajánlónak vagy rá tekintettel másnak előnyt adni vagy ígérni, valamint az ajánlásért előnyt kérni, illetőleg előnyt vagy annak ígéretét elfogadni tilos!
Az ajánlószelvényekről másolatot készíteni tilos. Az azon szereplő adatok adatkezelését az adatvédelmi előírásoknak megfelelően kell végrehajtani.
A be nem nyújtott ajánlószelvényeket a benyújtásukra rendelkezésre álló határidő lejártát követő három napon belül meg kell semmisíteni és erről jegyzőkönyvet kell kiállítani. A jegyzőkönyvet három napon belül az illetékes választási bizottságnak meg kell küldeni.

## Az ajánlószelvények ellenőrzése
Az ajánlások ellenőrzése az 1997. évi C. törvény 54.§ (1) értelmében az illetékes választási bizottság feladata.
A helyi választási iroda (HVI) főpolgármester-jelölt esetében a Fővárosi Választási Iroda (FVI) az összegyűjtött ajánlószelvényeket ellenőrzi, mely számszerűségi és formai ellenőrzést, a választópolgár azonosítását (beleértve azt is, hogy a választókerületben rendelkezik-e lakóhellyel) és a többször ajánlás kizárását célzó ellenőrzést jelenti.
Amennyiben az ellenőrzés eredménye szerint az összegyűjtött ajánlószelvények mennyisége nem elegendő, az ajánlószelvények gyűjtésére nyitva álló határidőn belül még további ajánlószelvények gyűjthetők és adhatók le.

## Érvénytelen ajánlás
Érvénytelen az az ajánlás, amelyet
a) nem a hivatalos ajánlószelvényen adtak le,
b) nem a 47. § (2) bekezdése szerint kitöltött ajánlószelvényen adtak le,
c) az ajánlási szabályok megsértésével gyűjtöttek.
Aki ugyanazt a jelöltet többször ajánlotta, annak valamennyi ajánlása érvénytelen.
Hivatalosnak kizárólag a Vet. irányadó 46. § (1) bek. alapján csak az az ajánlószelvény tekinthető, amelyet a választópolgár az értesítővel együtt a választási irodától kapott, azaz csak ezen az ajánlószelvényen lehet jelöltet ajánlani, így a hivatalos szervtől kapott ajánlószelvényről készített bármilyen másolat (fénymásolat) nem tekinthető hivatalosnak.
Hivatalos ajánlószelvénynek az Állami Nyomda Nyrt.-ben gyártott és a választópolgároknak kiküldött ajánlószelvény tekinthető.
Az ajánlószelvény elvesztése, vagy akár elrontása esetén az  újat kérni csak a jegyzőtől lehet, melynek kiadásáról jegyzőkönyvet kell felvenni a választási irodán, tehát az elveszett, megsemmisült, avagy elrontott ajánlószelvény pótlása másként nem lehetséges.

## Lásd még
- Magyar választási rendszer
- Magyarországi országgyűlési választások
- Parlamenti választás
- Népszavazás
- Külképviseleti névjegyzék
- Európai parlamenti választások